# 輪状甲状靱帯
輪状甲状靭帯（りんじょうこうじょうじんたい、英: cricothyroid ligament）は頸部にある靭帯である。輪状甲状間膜（英: crycothyroid membrane）とも呼ばれる。輪状軟骨と甲状軟骨を連結し、これらの軟骨が離れすぎるのを防いでいる。上気道閉塞を治療するために緊急で輪状甲状靭帯切開が行われることがある。

## 構造
輪状甲状靭帯は2つの部分で構成されている。
- 正中輪状甲状靭帯（median cricothyroid ligament）。輪状甲状靭帯の正中の肥厚部である。これは、輪状軟骨（英語版）と甲状軟骨の連続した縁の前部をつなぐ、白い平坦な帯状結合組織である。厚く強い靭帯で、上は狭く、下は広い。それぞれの外側靭帯は弾性円錐として知られている。
- 外側輪状甲状靱帯（lateral cricothyroid ligaments）。これは正中輪状甲状靱帯の外側に位置し、さらに外側が喉頭筋群に覆われる。別名、弾性円錐（Conus elasticus）とも呼ばれる。

弾性円錐は輪状甲状靭帯の外側部分である。外側部分はより薄く、喉頭粘膜のすぐ下にあり、輪状軟骨の上縁から声帯の下縁まで伸びており、声帯靭帯と連続している。したがって、声帯靭帯は、弾性円錐の自由縁と見なすことができる。声帯靭帯は輪状軟骨の声帯突起から甲状軟骨の上縁と下縁のほぼ中間まで伸びている。

### 他の構造との関係
喉頭前リンパ節は、輪状甲状靭帯中央部の前方に位置する。別名はデルフィのリンパ節（Delphian lymph node）。

## 機能
輪状甲状靭帯は、輪状軟骨と甲状軟骨が離れすぎるのを防ぐ。

## 臨床的意義
輪状甲状靭帯は輪状甲状靭帯切開術で切開される。このような手術は声帯より上の気道閉塞時に必要となる。切開した輪行甲状靱帯からは気管内にカニューレを入れることにより、気道確保、人工呼吸、喀痰の吸引が行える。

## 用語
輪状甲状靭帯は、輪状軟骨と甲状軟骨という2つの構造物をつないでいることから名づけられた。また、輪状甲状間膜とも呼ばれる。輪状甲状靭帯の各部位にはさまざまな名前がつけられているため、混乱を招くことがある。

## 獣医学的意義
輪状甲状靭帯は猫、犬、馬など他の多くの動物にも見られる。輪状甲状靱帯は重要な解剖学的ランドマークとなる。

## 画像

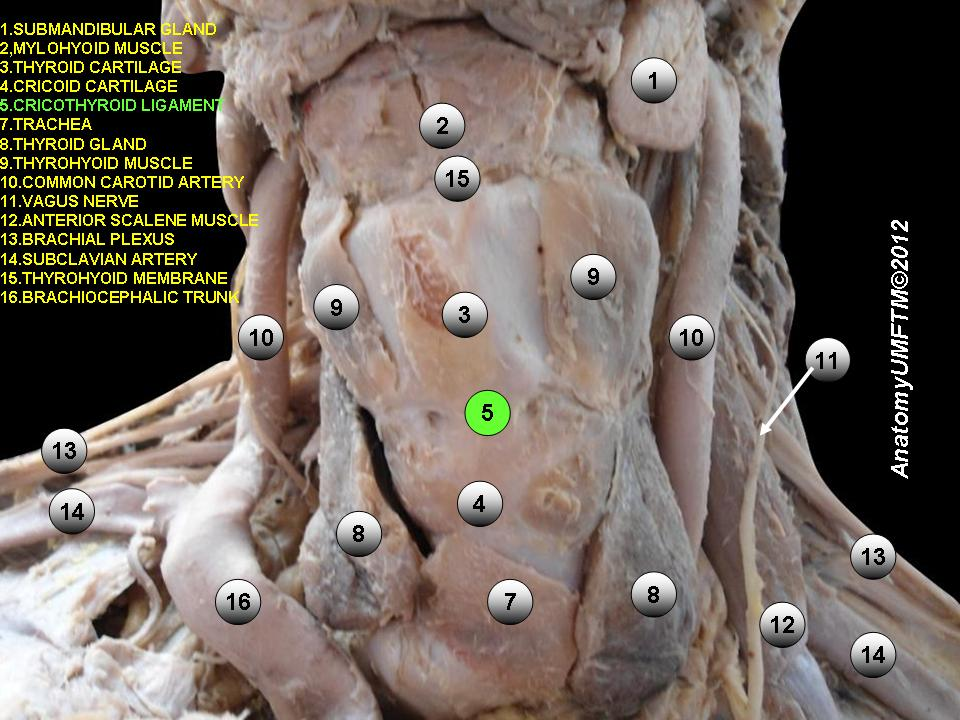
輪状甲状靱帯（5）は甲状軟骨（3）と輪状軟骨（4）の間にある。
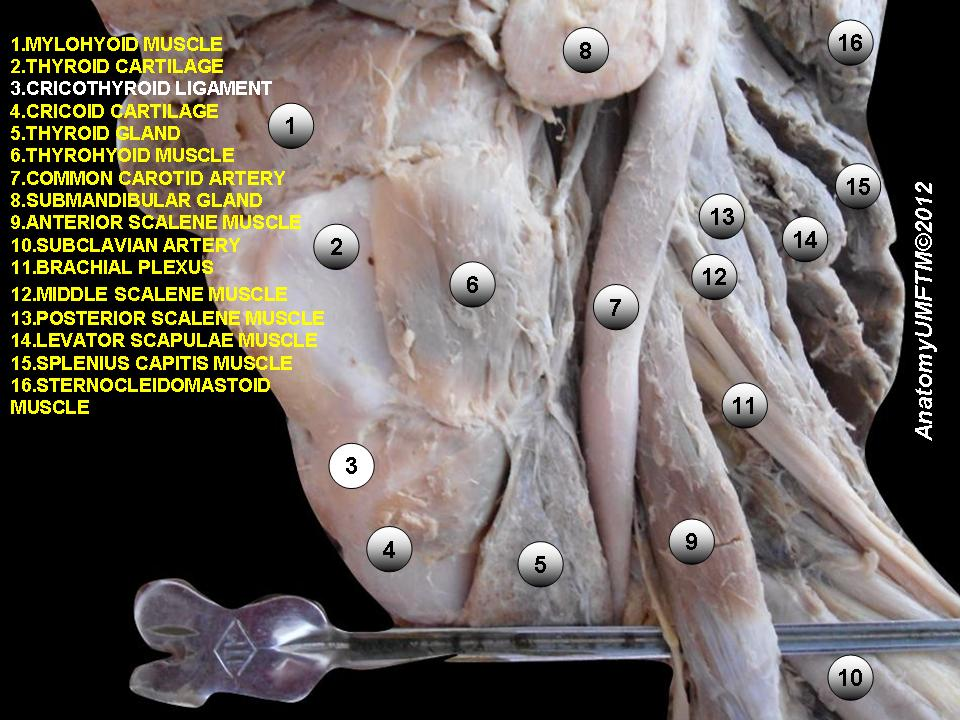
側面図。輪状甲状靱帯は3。
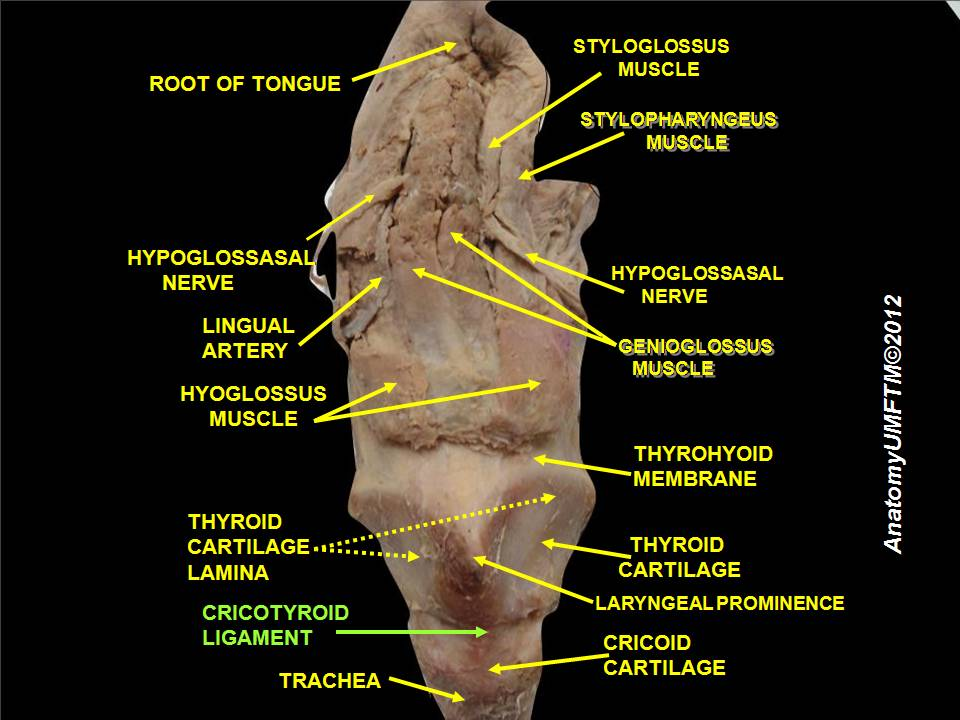
輪状甲状靱帯（Cricothyroid ligament）より上方の構造詳細
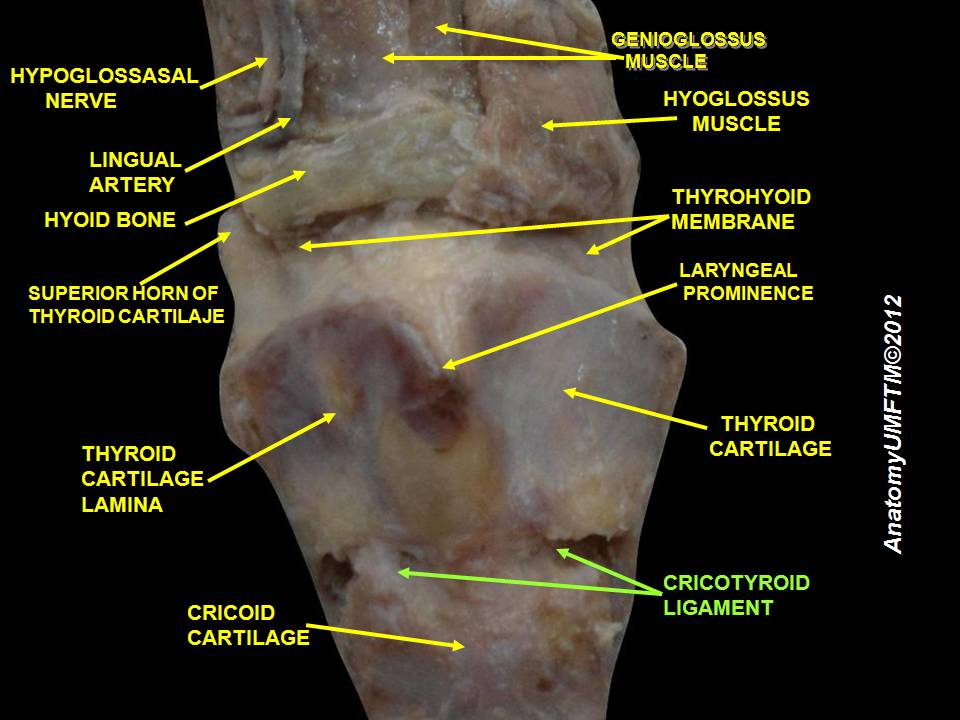
輪状甲状靱帯（Cricothyroid ligament）の拡大写真
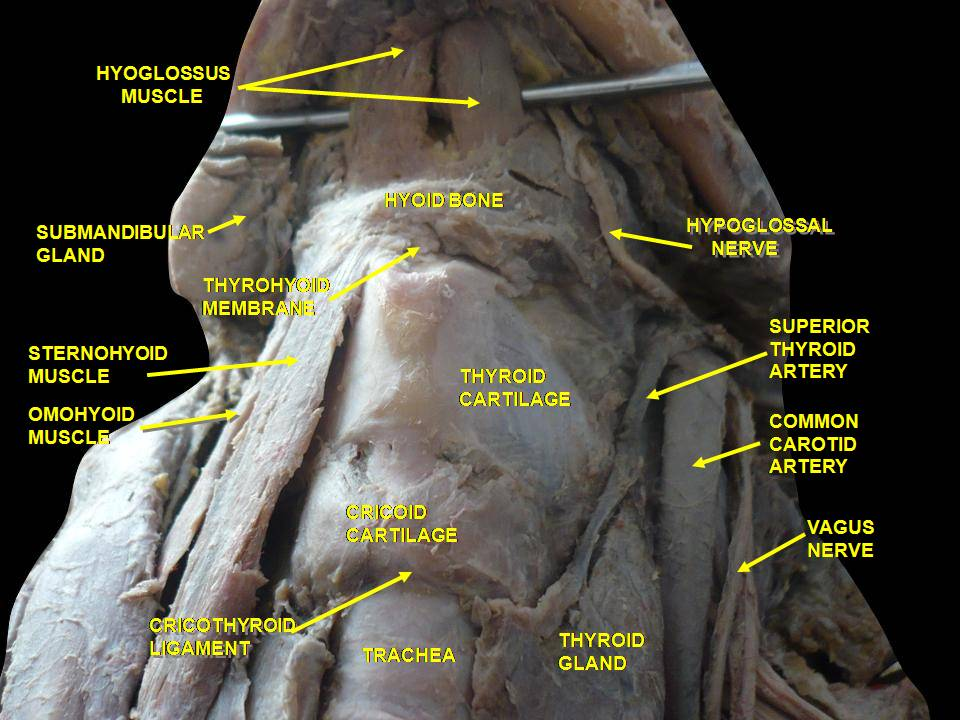
頚部の筋肉、神経、動脈の深層解剖。前方から下顎を見上げたもの。
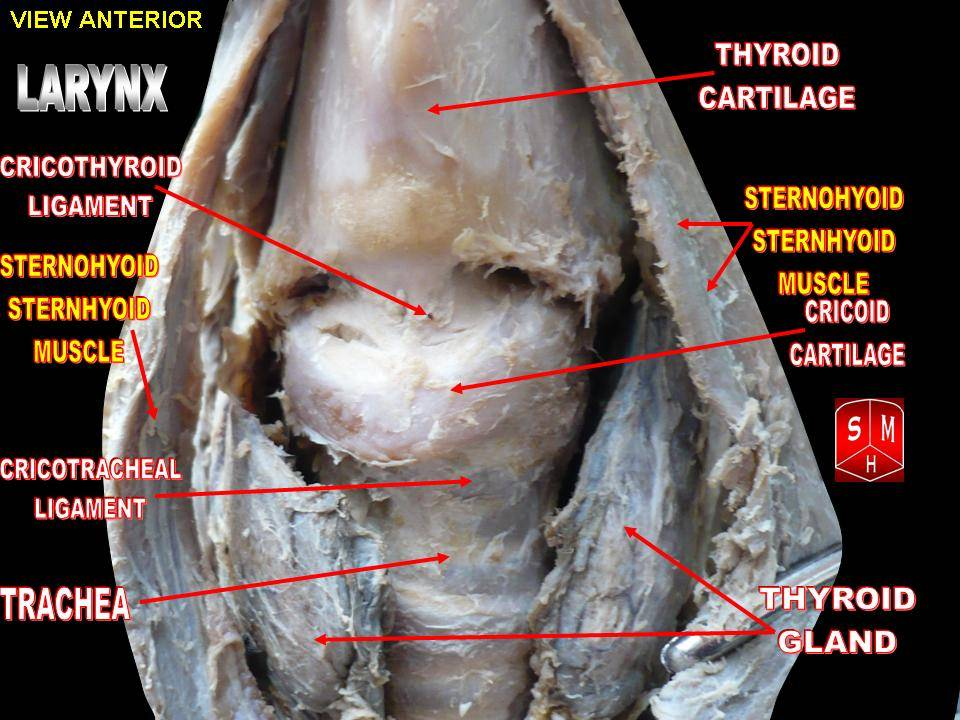
輪状甲状靱帯（Cricothyroid ligament）と周囲組織との位置関係。気管切開を行うには甲状腺が邪魔になるが、輪状甲状靱帯切開では甲状腺を回避できる。